# Dunière-sur-Eyrieux
Dunière-sur-Eyrieux település Franciaországban, Ardèche megyében. Lakosainak száma 437 fő (2022. január 1.). Dunière-sur-Eyrieux Les Ollières-sur-Eyrieux, Saint-Fortunat-sur-Eyrieux, Saint-Julien-le-Roux, Saint-Michel-de-Chabrillanoux, Saint-Vincent-de-Durfort és Silhac községekkel határos.

## Népesség
A település népességének változása:
| Lakosok száma | 430  | 324  | 301  | 373  | 428  | 433  | 431  | 434  | 436  | 437  |
|               | 1968 | 1982 | 1990 | 2006 | 2013 | 2015 | 2017 | 2019 | 2020 | 2022 |